# 長沢浄水場
長沢浄水場（ながさわ じょうすいじょう、英語名：Nagasawa Purification Plant）は、日本の神奈川県川崎市多摩区にある、東京都水道局の浄水場で、世田谷区や目黒区、大田区など約50万人分の水を処理・供給している。敷地は約5万平方メートル。正式部署名は「東京都水道局東村山浄水管理事務所長沢浄水場」である。隣接して川崎市上下水道局長沢浄水場がある。（所在地上は同一）

## 本館の概要
浄水場の本館は日本の建築家である山田守の意匠である。巨大なキノコのような形の柱と、直線や曲線の手すりを組み合わせた光景が110メートルにもわたって連なる直線通路があり、「水の宮殿」という愛称もある。柱（急速濾過塔）は「マッシュルームコラム」という建築様式で、わきあがる水を連想させる。デザインの評価も高く、DOCOMOMO JAPAN選定 日本におけるモダン・ムーブメントの建築にも選ばれている。
その独特の雰囲気と東宝スタジオ（東宝砧撮影所）及び東映生田スタジオ（東映東京制作所生田支社撮影所／1971年 - 1979年閉鎖）から近いこともあって、特撮作品のロケ地として多く用いられる。具体例は後述。また特徴のあるデザインを生かし、ファッション誌のグラビア撮影などに使われることもある。

## 歴史
- 1956年（昭和31年）8月 - 長沢浄水場が完成[2]。
- 1957年（昭和32年）11月16日 - 送水用トンネル建設現場で土砂崩れが発生。作業員50人のうち5人が死亡、3人が重軽傷[3]。
- 2008年（平成20年）度 - 潮見台浄水場・生田浄水場を廃止して長沢浄水場に機能集約する浄水場の統廃合が開始。

## 水系
相模川水系を利用する。川崎市管理の川崎水道経由で送水される。

## 供給区域
概ね、世田谷区・大田区の多摩川沿いの低地の一部及び、目黒区の南部。なお、これらの地域も下水道は森ヶ崎水再生センターの管轄である。

## ロケ使用例
- 映画『宇宙快速船』の宇宙科学研究所[4]
- 映画『妖星ゴラス』[4]
- ウルトラシリーズ
  - 『ウルトラQ』にて、ナメゴンに関する調査委員会場
  - 『ウルトラマン』にて、初代バルタン星人に占拠された科学センター[5]
- 仮面ライダーシリーズ
  - 『仮面ライダー』にて、主人公・本郷猛が通う生化学研究所[6][5]および第9話における大蔵省・日本金保管所[4]
  - 『仮面ライダーストロンガー』第20話における立木博士の関東第一原子力研究所[4]
- 『ロボット刑事』第18話[4]
- スーパー戦隊シリーズ
  - 『秘密戦隊ゴレンジャー』
- 『大鉄人17』[4]

など。

## アクセス方法
バス
- ■小田急小田原線 ■向ヶ丘遊園駅 北口下車。

1番乗り場から小田急バス（向11系統）あざみ野駅行に乗り、13分。浄水場入口停留所下車。
1番乗り場から小田急バス（向12系統）聖マリアンナ医科大学行に乗り、13分。浄水場入口停留所下車。
- ■東急田園都市線 ■あざみ野駅 西口下車。

1番乗り場から小田急バス（向11系統）向ヶ丘遊園駅行に乗り、31分。浄水場入口停留所下車。
1番乗り場から小田急バス登戸営業所行に乗り、17分。浄水場入口停留所下車。

## ギャラリー

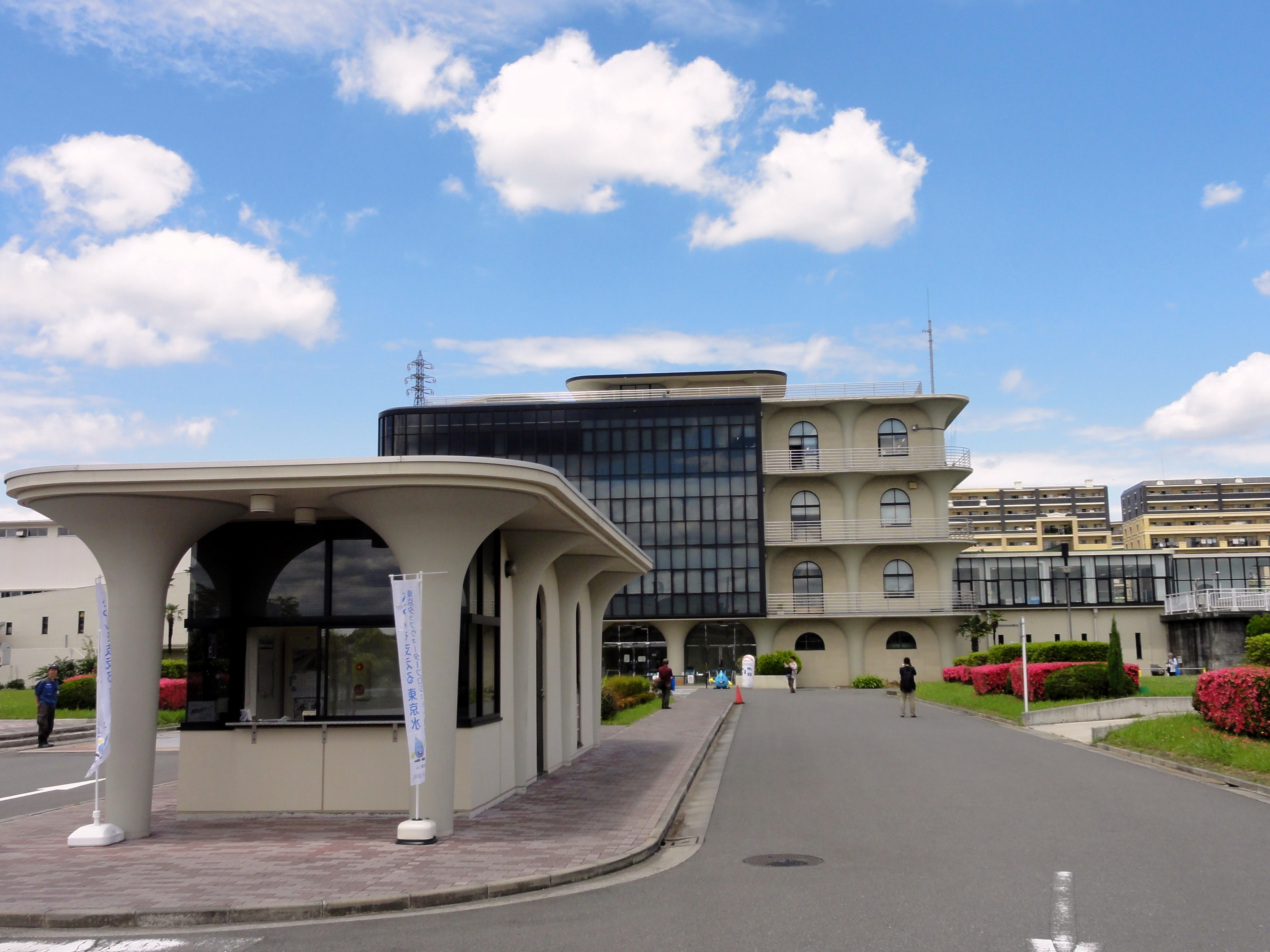
受付と本館 正門より
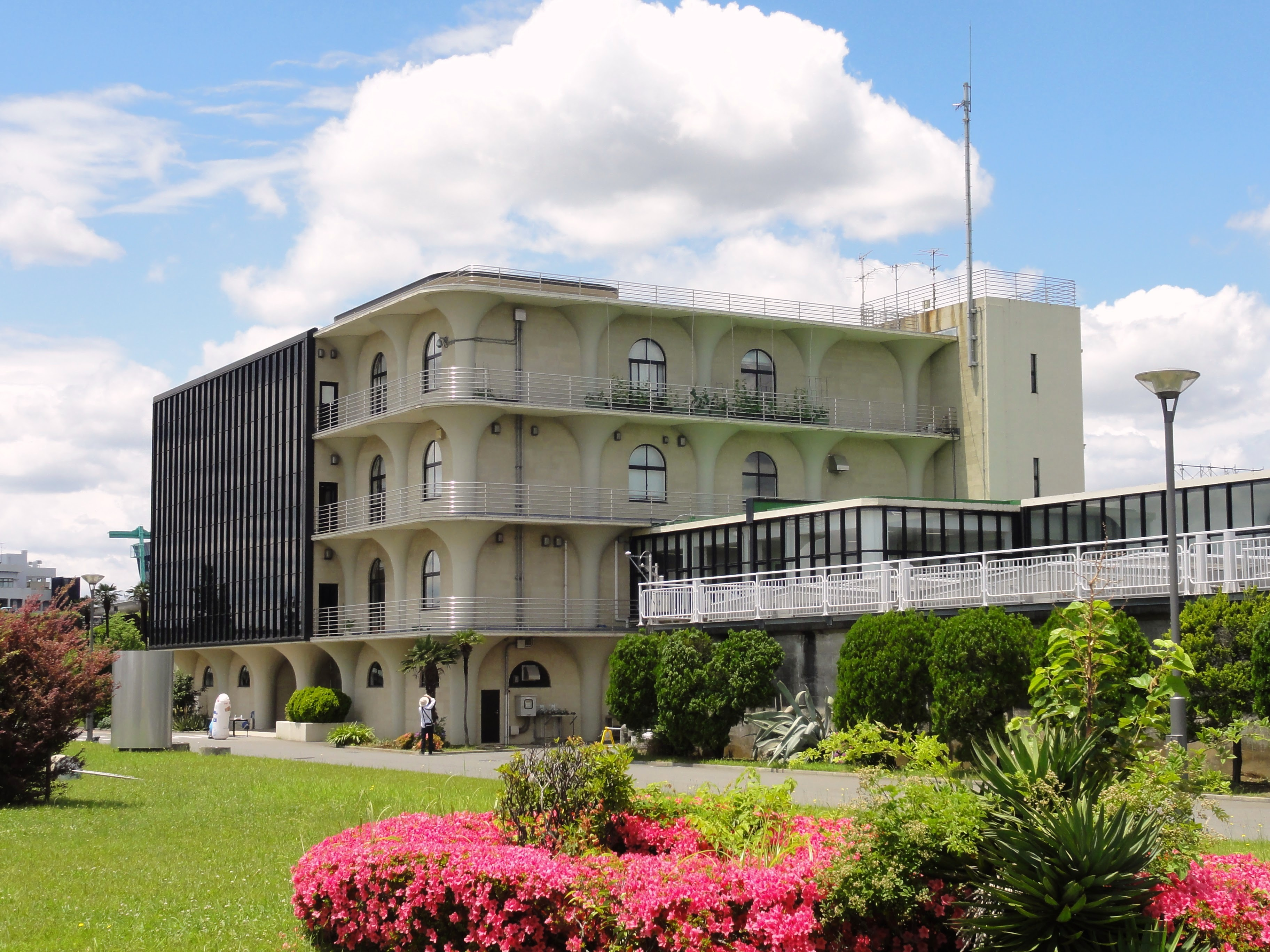
本館 濾過池側より
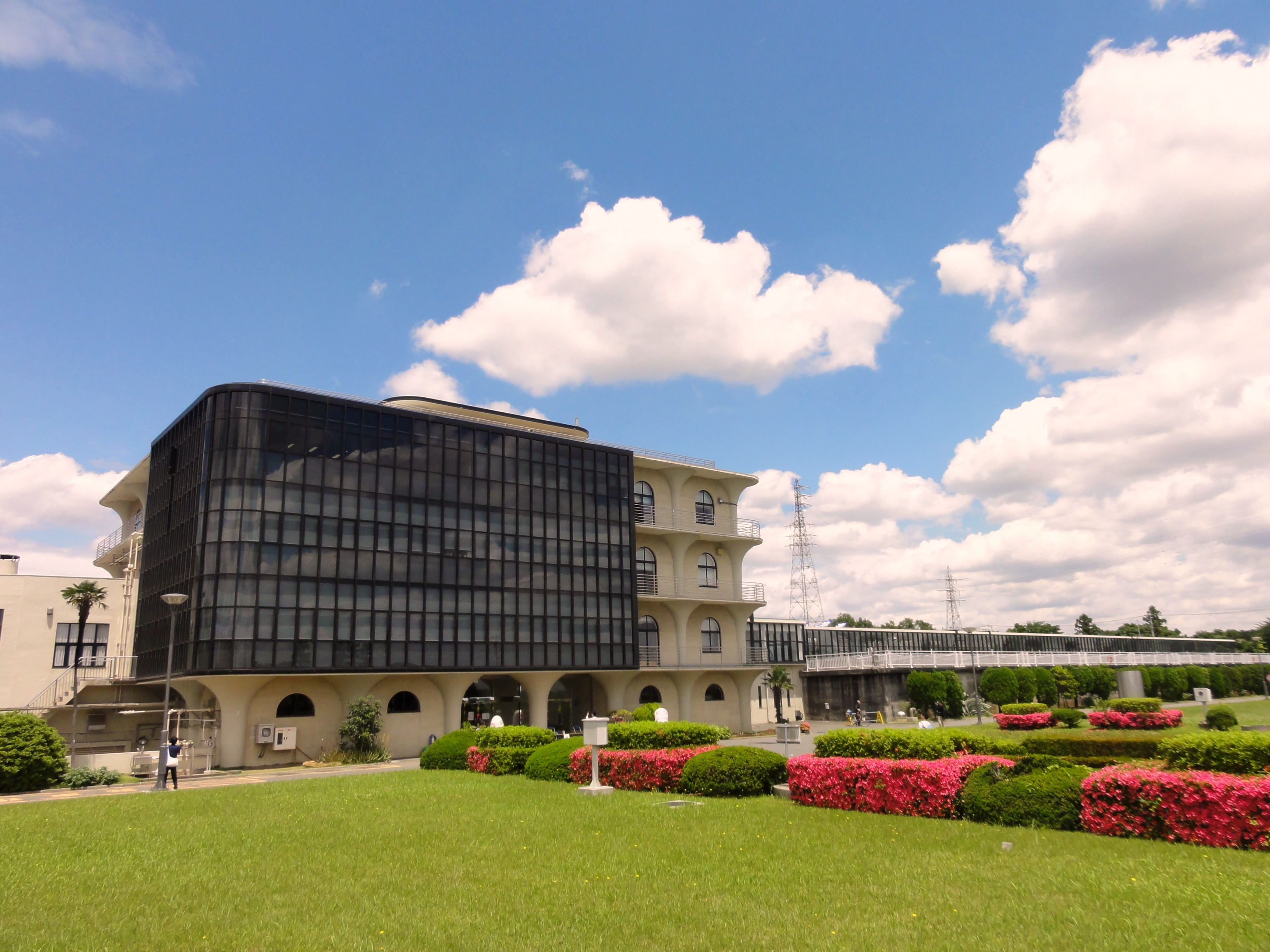
本館 1号配水池側より
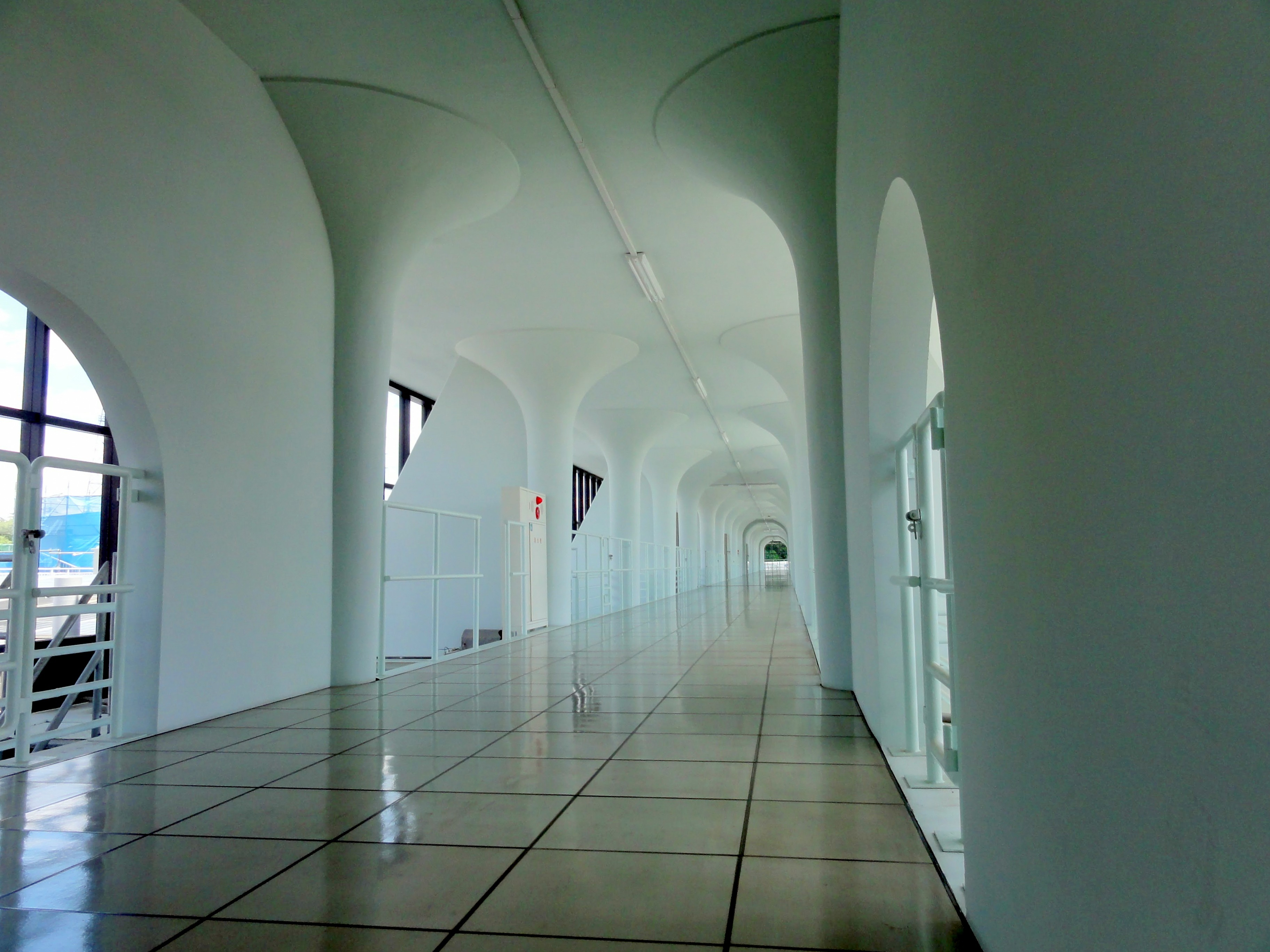
濾過池操作廊 本館側より
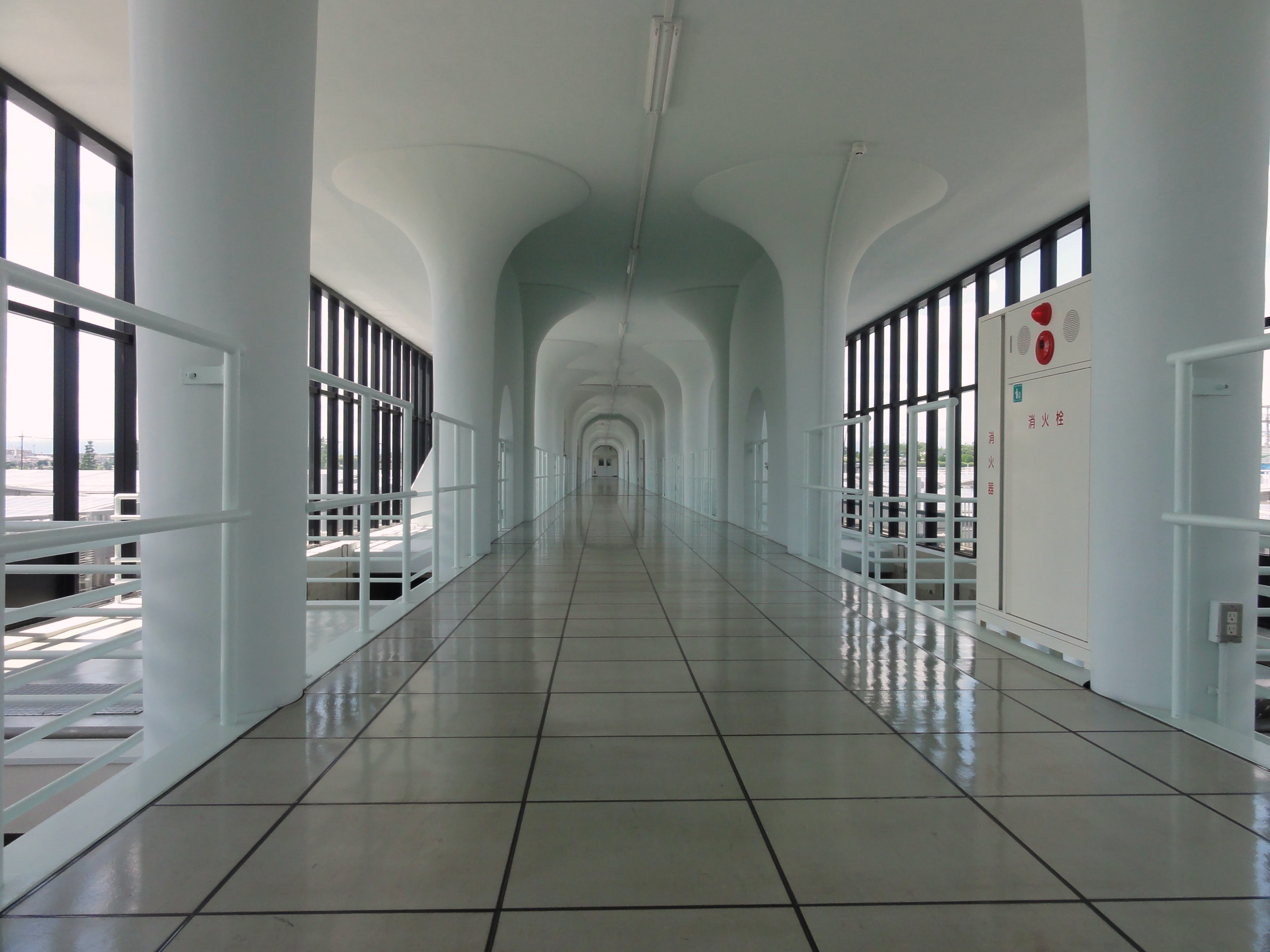
濾過池操作廊 終端側より
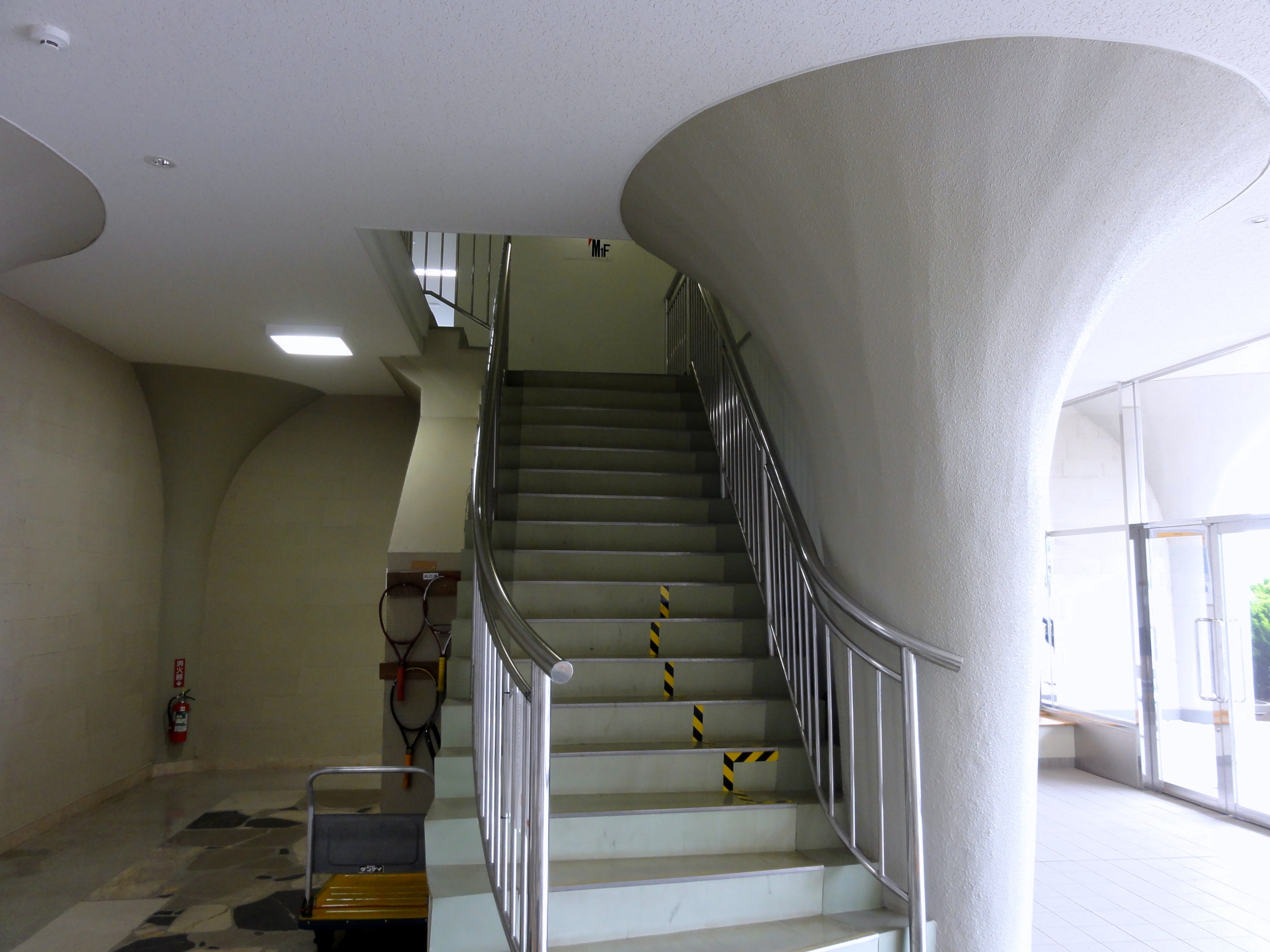
本館1階ロビー階段
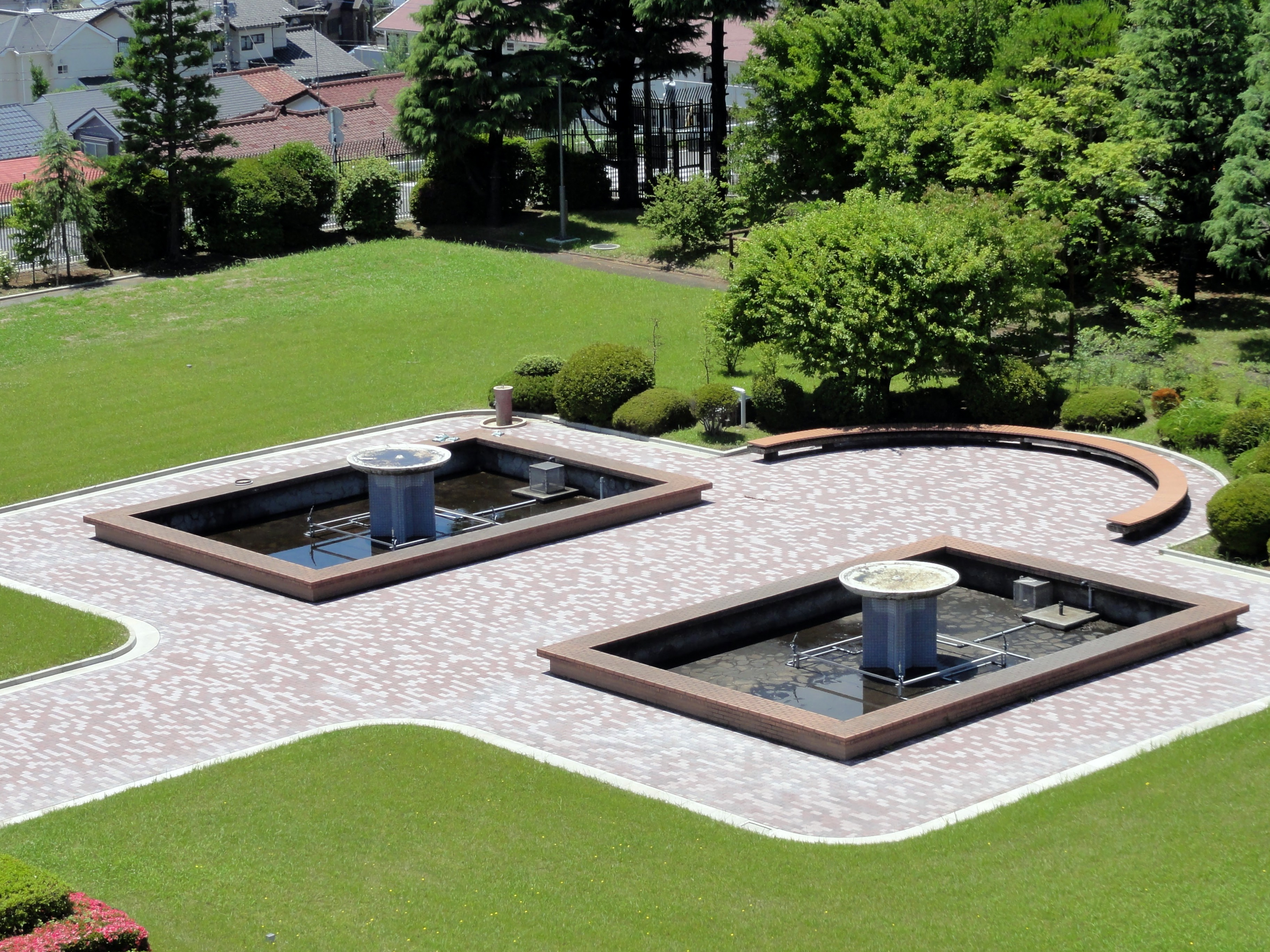
1号配水池
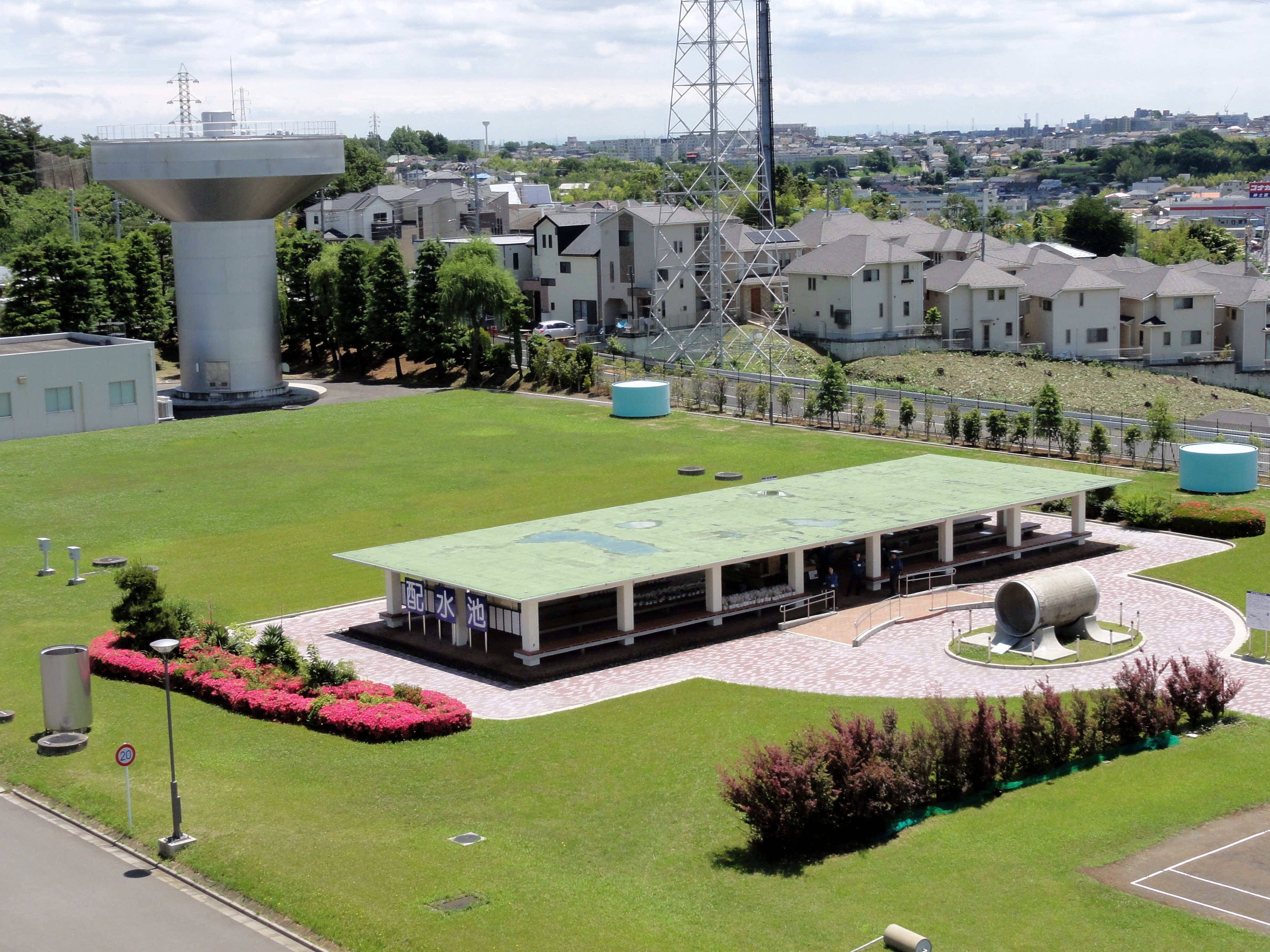
2〜4号配水池
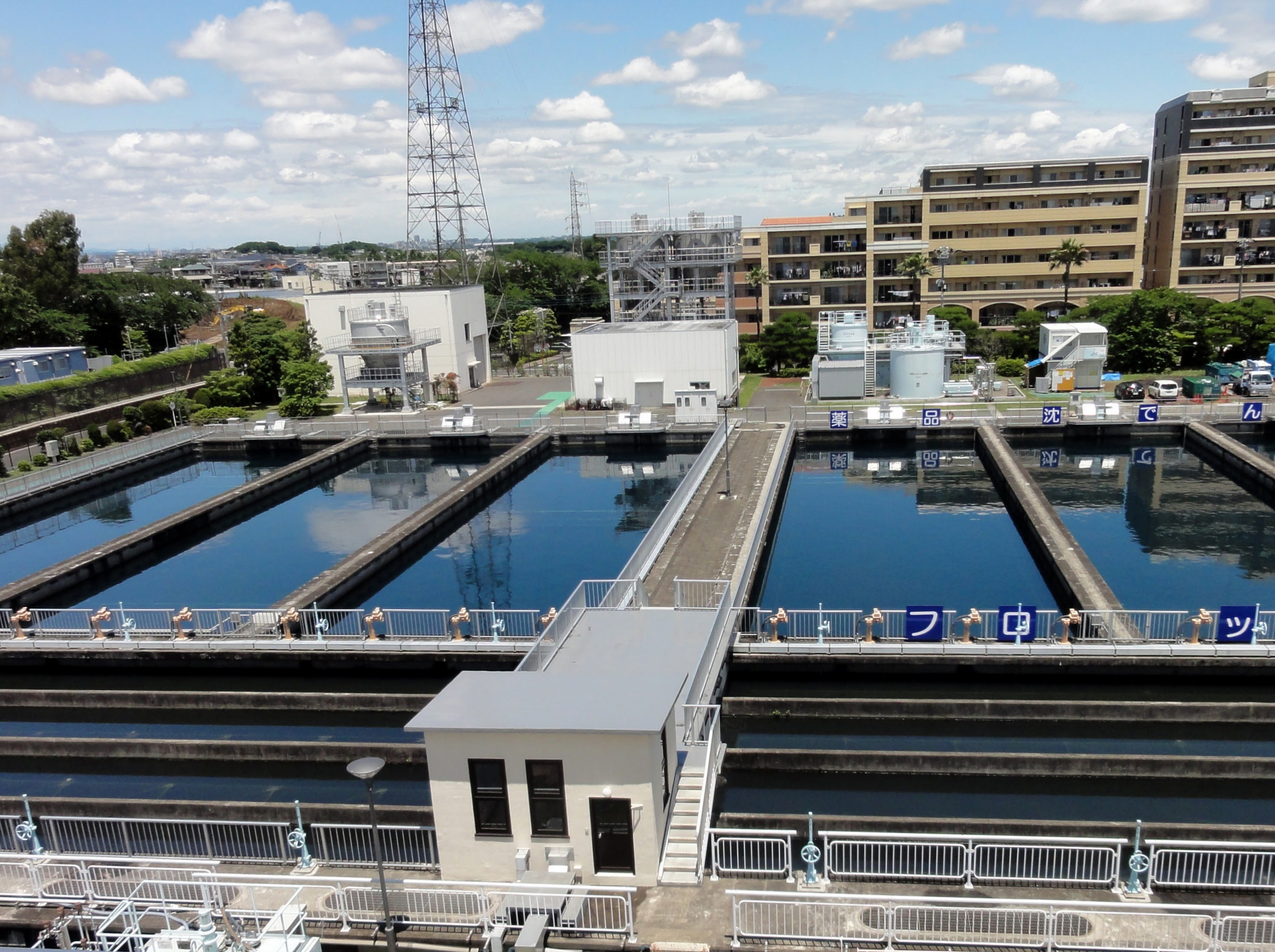
1〜2群沈殿池
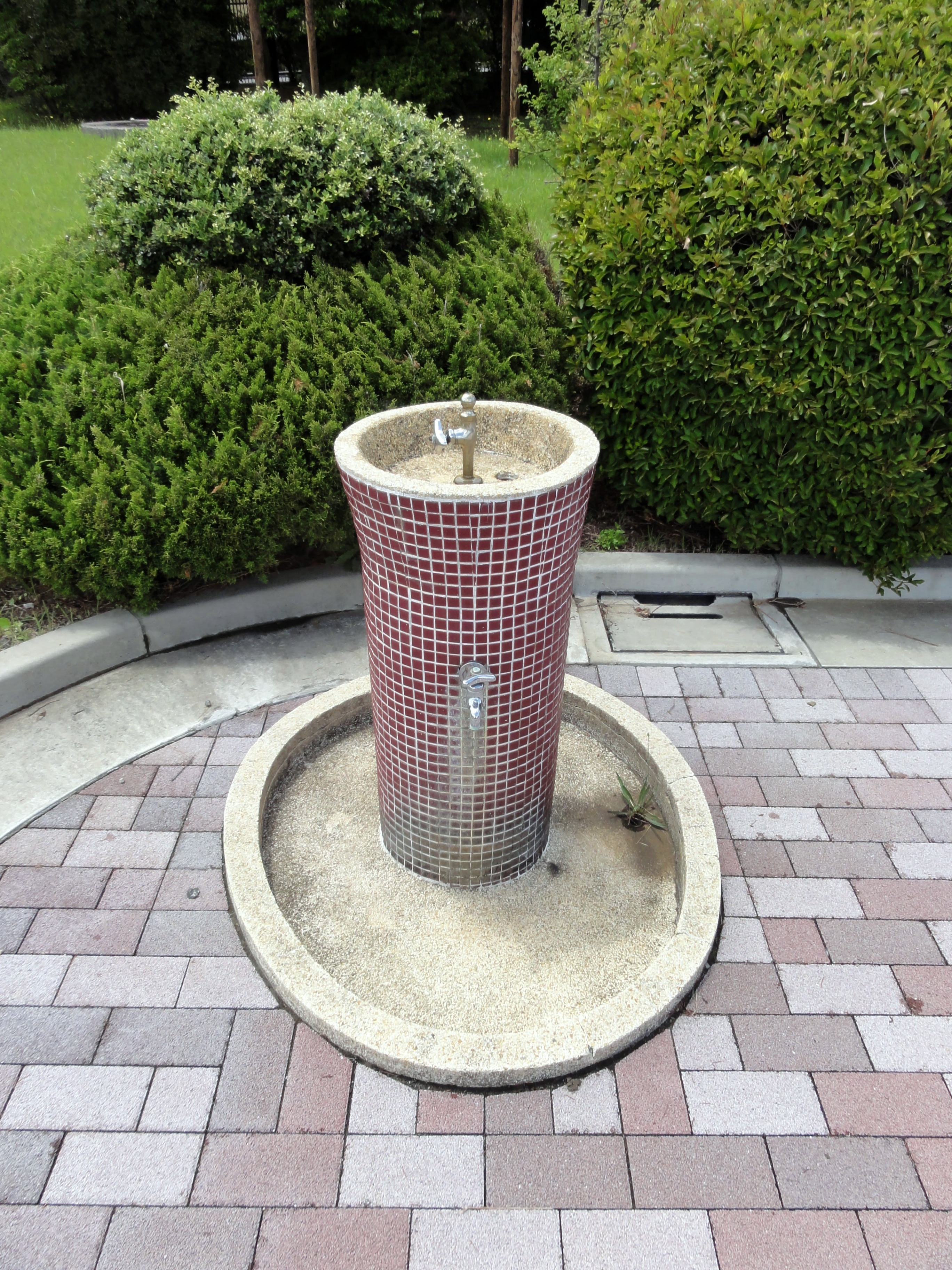
水飲み場